# Nicolas Xhrouet
Nicolas Xhrouet, né en 1702, est un graveur originaire de Spa, principauté de Liège.
Quand en 1734 le baron de Poelnitz publie Les Amusements de Spa, décrivant dans un style aimable et enjoué alors à la mode la société qui fréquentait Spa, sa façon de vivre, ses divertissements, ses plaisirs, on peut y lire que « Nicolas Xhrouet travaillait tant en gravure qu’en ciselure, ou en bas relief, avec une délicatesse surprenante. Nous lui ordonnâmes, dit-il, des cachets de nacre, et je n’ai jamais rien vu de plus parfais. »
Des étrangers de marque venaient conseiller les artistes spadois. Ce fut le cas du comte de Caylus (1692-1765), archéologue et graveur.